# أ. سي. نيومان
أ. سي. نيومان (بالفرنسية: Carl Newman) (و. 1968  م) هو مغني، وكاتب أغاني، ومنتج أسطوانات كندي، ولد في فانكوفر، يستخدم آلات قيثارة.

## روابط خارجية
- أ. سي. نيومان على موقع ميوزك برينز (الإنجليزية)
- أ. سي. نيومان على موقع أول ميوزيك (الإنجليزية)
- أ. سي. نيومان على موقع أول ميوزيك (الإنجليزية)
- أ. سي. نيومان على موقع ديسكوغز (الإنجليزية)